# Walter Prager
Walter Prager (ur. 2 kwietnia 1910 w Davos, zm. 28 maja 1984 w Mountain View) – szwajcarski narciarz alpejski i klasyczny, dwukrotny mistrz świata w zjeździe.

## Kariera
W 1931 roku Prager został pierwszym w historii mistrzem świata w zjeździe, wygrywając rywalizację podczas mistrzostw świata w Mürren. W zawodach tych wyprzedził dwóch rodaków: Otto Furrera i Fritza Steuriego, przy czym jako jedyny zawodnik uzyskał czas poniżej dwóch minut. Na tych samych mistrzostwach zajął też piątą pozycję w slalomie. Złoty medal w zjeździe zdobył również na mistrzostwach świata w Innsbrucku dwa lata później. Tym razem wyprzedził kolejnego Szwajcara, Davida Zogga i Austriaka Hansa Hausera. Zajął tam też szesnaste miejsce w slalomie i dziesiąte w kombinacji alpejskiej. W tym samym roku wziął też udział w mistrzostwach świata w narciarstwie klasycznym w Innsbrucku, gdzie zajął 20. miejsce w kombinacji norweskiej, 25. miejsce w skokach narciarskich i 44. miejsce w biegu na 18 km.
Ponadto Prager zwyciężył w zawodach Arlberg-Kandahar, wygrywając zjazd i kombinację w St. Anton w 1930 roku i w Mürren w 1933 roku. Wygrał także zawody Hahnenkamm w Kitzbühel w 1932 roku oraz Parsenn-Derby w Davos w 1936 roku.
Był zawodnikiem klubu Skiclub Davos, 2-krotny mistrz Szwajcarii: w zjeździe (1931) i czwórkombinacji (1933).
Wyjechał do USA w 1936 roku, gdzie pracował jako trener i instruktor. W latach 1936–1957 trenował narciarzy Dartmouth, a w 1948 roku był trenerem reprezentacji USA na igrzyska olimpijskie w Sankt Moritz. W czasie II wojny światowej w stopniu sierżanta służył w 10 Dywizji Górskiej United States Army i brał udział w kampanii włoskiej. W latach 1951–1960 był menadżerem ośrodka narciarskiego Mount Snow, a następnie prowadził sklep narciarski na strokach Whiteface Mountain.
W 1977 roku został wprowadzony do U.S. Ski and Snowboard Hall of Fame.

## Osiągnięcia w narciarstwie alpejskim

### Mistrzostwa świata
| Miejsce | Dzień     | Rok  | Miejscowość | Konkurencja | Czas biegu | Strata     | Zwycięzca    |
| ------- | --------- | ---- | ----------- | ----------- | ---------- | ---------- | ------------ |
| 1.      | 20 lutego | 1931 | Mürren      | Zjazd       | 1:56,2     | -          | -            |
| 5.      | 23 lutego | 1931 | Mürren      | Slalom      | 0:54,6     | +6,5       | David Zogg   |
| 1.      | 8 lutego  | 1933 | Innsbruck   | Zjazd       | 5:07,0     | -          | -            |
| 16.     | 9 lutego  | 1933 | Innsbruck   | Slalom      | 2:29,9     | +44,2      | Anton Seelos |
| 10.     | 9 lutego  | 1933 | Innsbruck   | Kombinacja  | 96,150 pkt | +5,425 pkt | Anton Seelos |

## Osiągnięcia w narciarstwie klasycznym

### Mistrzostwa świata
| Miejsce | Dzień     | Rok  | Miejscowość | Konkurencja                           | Wynik     | Strata    | Zwycięzca         |
| ------- | --------- | ---- | ----------- | ------------------------------------- | --------- | --------- | ----------------- |
| 44.     | 10 lutego | 1933 | Innsbruck   | 18 km stylem klasycznym               | 1:02:19   | +09:05    | Nils-Joel Englund |
| 20.     | 11 lutego | 1933 | Innsbruck   | Kombinacja norweska                   | 454,1 pkt | -76,2 pkt | Sven Selånger     |
| 25.     | 12 lutego | 1933 | Innsbruck   | Skoki narciarskie - skocznia normalna | 213,8 pkt | -34,8 pkt | Marcel Reymond    |